# First Act Guitarras
First Act é um fabricante de instrumentos musicais, que os produtores de guitarras, baixos, acessórios e outros conjuntos de percussão, instrumentos de percussão, amplificadores, bem como aluno-line clarinetes, saxofones e trompetes. Parte do ethos da empresa é criar produtos que suportam o papel da música na melhoria do desenvolvimento das crianças.
A empresa foi fundada em 1995 também faz guitarra de edição limitada, que são artesanais de luthiers em Boston. Atualmente, existem três guitarras no primeiro ato Limited Edition Guitar Series: o "Lola", o "Sheena", e "Delia".
Em termos de percussão, First Act vêm em uma variedade de estilos, que vão desde simples, conjuntos de iniciante, a oito conjuntos de peças medial.

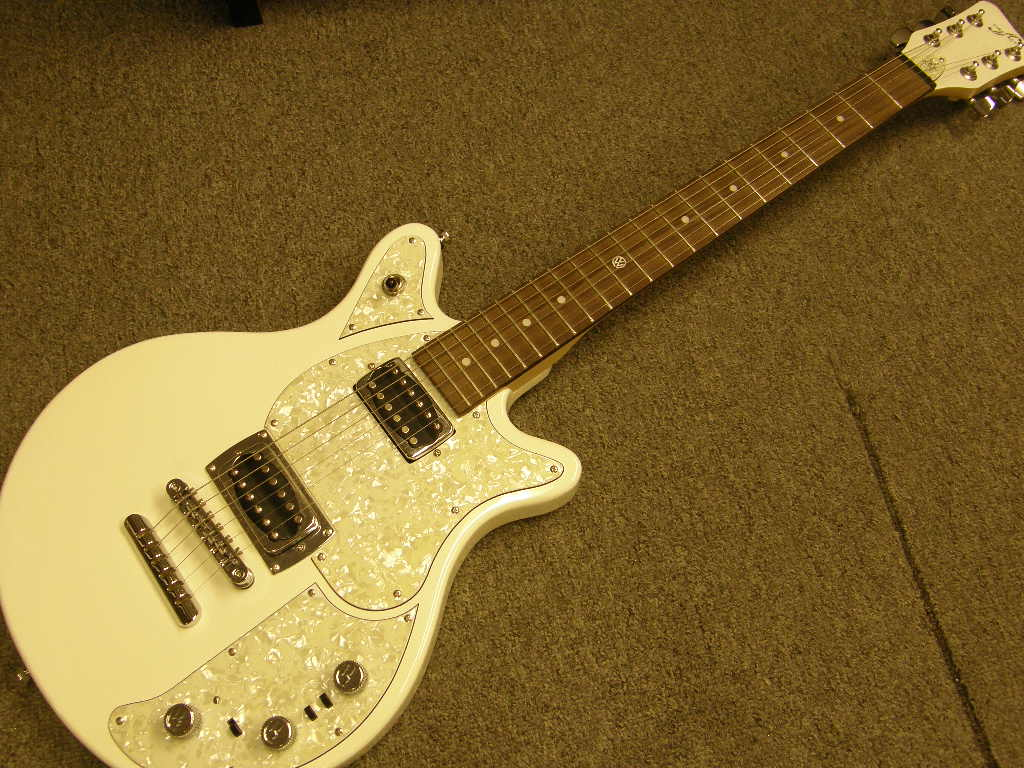
Guitarra Volkswagen First Act.

## ModeloVolkswagen First Act
Volkswagen iniciou uma campanha em 2006, na qual a empresa doou Edição especial First Act guitarras junto com um carro série especial. Os aparelhos de som nesses Volkswagen poderia ser usado como um amplificador para a guitarra. Uma campanha publicitária que acompanha guitarristas Slash, John Mayer, e Nigel Tufnel de Spinal Tap tocar guitarras First Act através dos sistemas de som de automóveis Volkswagen.
Em 2008, a First Act parceria com Maroon 5 vocalista e guitarrista Adam Levine, para criar 222 por First Act. A linha é composta por 22 produtos de música, com a assinatura do produto a ser o costume guitarra elétrica desenhada por Adam Levine, gravada com seu número da sorte. Toda a linha é vendida através de uma parceria exclusiva com a Target.